# 巴尔德拉杜埃河畔贝西利亚
巴尔德拉杜埃河畔贝西利亚，是西班牙卡斯蒂利亚-莱昂巴利亚多利德省的一个市镇。总面积38平方公里，总人口379人（2001年），人口密度10人/平方公里。